# Nick Jonas & the Administration
Nick Jonas & the Administration foi um projeto paralelo formada por Nick Jonas, dos Jonas Brothers. Nick atuava como cantor e compositor, ao lado do baixista John Fields, do baterista Michael Bland, do tecladista Tommy Barbarella e do guitarrista David Ryan Harris. Sonny Thompson substituiu David Ryan Harris durante a turnê de 2010 da banda, a Who I Am Tour.

## Formação do grupo
Nick Jonas teve primeiramente a ideia de criar um grupo quando se apaixonar o inspirou a escrever a canção "State of Emergency". "Eu escrevi cinco ou seis canções que estavam no meu coração, coisas que eu simplesmente botei para fora de mim com esse som novo e excitante", ele afirmou. "Elas não eram necessariamente certas para os Jonas Brothers, mas eu pensei que poderiam ser perfeitas em outra coisa".
Em 28 de outubro de 2009, a banda foi anunciada no MySpace oficial apenas como um projeto alternativo, não como o fim dos Jonas Brothers. O álbum de estréia de Nick Jonas and the Administration, nomeado Who I Am, foi lançado em 2 de fevereiro de 2010 nos Estados Unidos. A banda fez sua estréia ao vivo no concerto de nomeações do Grammy, em 2 de dezembro de 2009, na CBS.
Nick disse que se inspirou em Bruce Springsteen. "Eu meio que modelei [a Nick Jonas and the Administration] depois de Bruce Springsteen & The E Street Band," ele disse. "É o tipo de visão que estávamos tendo para o estilo da capa do álbum e o projeto em geral... [Springsteen] coloca tanta paixão e emoção em suas canções todas as noites e eu espero que possa capturar isso também".

## Discografia

### Álbuns de estúdio
| Ano  | Detalhes                                | Melhores posições | Melhores posições | Melhores posições | Melhores posições | Melhores posições | Melhores posições | Melhores posições |
| Ano  | Detalhes                                | EUA               | MEX               | CAN               | NZL               | GRE               | AUS               | RU                |
| ---- | --------------------------------------- | ----------------- | ----------------- | ----------------- | ----------------- | ----------------- | ----------------- | ----------------- |
| 2010 | Who I Am - Gravadora: Hollywood Records | 3                 | 1                 | 4                 | 27                | 39                | 46                | 50                |

### Singles
| 2009                                                      | "Who I Am" | 73 | 48 | Who I Am |
| 2010                                                      | "Stay"     | —  | —  | Who I Am |
| "—" denota singles não posicionados nas paradas musicais. |            |    |    |          |

### Videoclipes
| Ano  | Canção     | Diretor     |
| ---- | ---------- | ----------- |
| 2009 | "Who I Am" | Tim Wheeler |